# Karl Adrian
Karl Adrian (* 17. Februar 1861 in Salzburg; † 14. Oktober 1949 ebenda) war ein österreichischer Heimatforscher und ehrenamtlich kulturhistorisch und kulturpolitisch tätig.

## Wirken
Adrian wurde 1880 provisorischer Lehrer in Abtenau, war dann von 1884 bis 1886 Schulleiter in Oberalm, von 1886 bis 1890 Lehrer in Hallein und anschließend bis 1916 Fachlehrer an der Bürgeroberschule in Salzburg, die er ab 1916 bis zu seiner Pensionierung 1922 als Direktor leitete.
Er war Gründungsmitglied des Vereins für Heimatschutz und Denkmalpflege in Salzburg (1908) und leitete dessen Abteilung „Sitte, Tracht und Brauch“. Er erstellte 1904 aus dem Bestand des Salzburger Museums Carolinum Augustinum eine erste volkskundliche Sammlung und richtete sie 1924 im Monatsschlössl von Hellbrunn in lebendiger Darstellung des einfachen bäuerlichen und handwerklichen Lebens das  Volkskundemuseum Salzburg ein.
Karl Adrian brachte so volkskundliche Ideen nach Salzburg. Zum Ausgangspunkt einer zukünftigen Heimatpflege wurde Karl Weinholds Aufzeichnen in Wort und Bild. Als Berater von Heimatvereinen regte Karl Adrian viele Braucherneuerungen an und galt als „Nestor der Salzburger Volkskunde“.
Zum 1. Mai 1938 trat er der NSDAP bei (Mitgliedsnummer 6.344.097) und war auch Mitglied im NSLB sowie im SS-Ahnenerbe., eine aktive Funktion ist dabei nicht bekannt. „Die Historikerinnen Helga Embacher und Barbara Huber trafen 2018 die jedenfalls zutreffende Einschätzung, dass Adrian ‚trotz gewisser Ambivalenzen wenig Berührungsängste gegenüber dem Nationalsozialismus zeigte und Ehrungen‘ sowie die Entsendung in diverse Beiräte ‚‘bereitwillig annahm‘“.

## Ehrungen
Er war Ehrenmitglied im Trachtenverein Alpina, dem Verein für Heimatpflege sowie dem Landesverband der Trachten und Schützenvereine. Ebenso war er Ehrenmitglied der Gesellschaft für Salzburger Landeskunde.
1944 ernannte ihn die Wiener anthropologische Gesellschaft zum korrespondierenden Mitglied.
Ihm zu Ehren ist eine Straße in Maxglan nach ihm benannt.